# Jerzy Twardokens
Jerzy Twardokens (11. prosince 1931 Poznań, Polsko – 26. července 2015) byl polský a americký sportovní šermíř, který kombinoval šerm fleretem a šavlí. Dcera Eva Twardokensová reprezentovala Spojené státy na olympijských hrách 1992 v šermu fleretem. Polsko reprezentoval v padesátých letech do své emigrace v roce 1958. Na olympijských hrách startoval v roce 1952 v soutěži jednotlivců v šermu fleretem a v soutěži družstev v šermu šavlí. V roce 1958 obsadil třetí místo na mistrovství světa v soutěži jednotlivců konaném ve Spojených státech. S polským družstvem šavlistů vybojoval v roce 1954 druhé a v roce 1958 třetí místo na mistrovství světa.